# Élections législatives de 1946 en Ille-et-Vilaine
Les élections législatives françaises de 1946 se tiennent le 10 novembre 1946. Ce sont les premières élections législatives de la Quatrième république, après l'adoption lors du référendum du 13 octobre d'une nouvelle constitution.

## Mode de scrutin
L'Assemblée nationale est composée de 618 sièges pourvus au scrutin proportionnel plurinominal suivant la règle de la plus forte moyenne dans le cadre départemental, sans panachage. 
Le vote préférentiel est admis, en inscrivant un numéro d'ordre en face du nom d'un, de plusieurs ou de tous les candidats de la liste. Mais l'ordre ne pourra être modifié que si au moins la moitié des suffrages portés sur la liste est numéroté. Dans les faits les modifications ne dépasseront jamais les 7%.
Dans le département d'Ille-et-Vilaine, sept députés sont à élire.

## Élus
| Député sortant                  | Parti | Parti | Député élu ou réélu             | Parti | Parti |
| ------------------------------- | ----- | ----- | ------------------------------- | ----- | ----- |
| Emmanuel d'Astier de La Vigerie |       | URR   | Emmanuel d'Astier de La Vigerie |       | URR   |
| Albert Aubry                    |       | SFIO  | Albert Aubry                    |       | SFIO  |
| Pierre-Henri Teitgen            |       | MRP   | Pierre-Henri Teitgen            |       | MRP   |
| Alexis Méhaignerie              |       | MRP   | Alexis Méhaignerie              |       | MRP   |
| Renée Prévert                   |       | MRP   | Renée Prévert                   |       | MRP   |
| Georges Coudray                 |       | MRP   | Georges Coudray                 |       | MRP   |
| Pierre Busnel                   |       | MRP   | Xavier Bouvier                  |       | PRL   |

## Résultats

### Résultats à l'échelle du département
| Parti          | Parti          | Tête de liste                   | Résultats | Résultats | Sièges |  |
| Parti          | Parti          | Tête de liste                   | Voix      | %         | Sièges |  |
| -------------- | -------------- | ------------------------------- | --------- | --------- | ------ |  |
|                | MRP            | Pierre-Henri Teitgen            | 140 072   | 48,60     | 4 1    |  |
|                | SFIO           | Albert Aubry                    | 49 498    | 17,17     | 1      |  |
|                | URR-PCF        | Emmanuel d'Astier de La Vigerie | 49 193    | 17,07     | 1      |  |
|                | PRL-Gaull.     | Xavier Bouvier                  | 28 791    | 9,99      | 1 1    |  |
|                | RGR            | Antoine Douzet                  | 20 671    | 7,17      | -      |  |
|                |                |                                 |           |           |        |  |
| Inscrits       | Inscrits       | Inscrits                        | 359 850   | 100,00    | 7      |  |
| Votants        | Votants        | Votants                         | 294 378   | 81,81     |        |  |
| Abstention     | Abstention     | Abstention                      | 65 472    | 18,19     |        |  |
| Blancs et nuls | Blancs et nuls | Blancs et nuls                  | 6 149     | 2,09      |        |  |
| Exprimés       | Exprimés       | Exprimés                        | 288 229   | 97,91     |        |  |